# 9,3×66 SAKO
9,3×66 SAKO je močan lovski naboj, ki ga je razvilo finsko orožarsko podjetje Sako Limited iz mesta Riihimaki.
Ta močan naboj je v Sloveniji slabo poznan, izdelan pa je bil kot »blažja oblika« naboja .357 Holland & Holland Magnum. Zaradi šibkejše polnitve tulec ne potrebuje ojačitve v spodnjem delu, kar omogoča bolj gladko vstavljanje naboja v ležišče. Naboj je na voljo s štirimi tipi krogel, imenovanimi »Arrowhead«, »Hammerhead«, »Powerhead« in »Ramhead« v težah 250 in 286 gr. (16,2 in 18,5 g). Začetna hitrost krogle je med 780 in 840 m/s, kar pomeni kinetično energijo med 5628 in 5715 J.